# Evgenija Glušenko
Evgenija Konstantinovna Glušenko (in russo Евгения Константиновна Глушенко?; Rostov sul Don, 4 settembre 1952) è un'attrice russa attiva in teatro, al cinema e in televisione.
Nel 1983 ha vinto l'Orso d'argento per la migliore attrice al Festival di Berlino per l'interpretazione di Vera nel melodramma Vljublën po sobstvennomu želaniju.

## Biografia
Diplomata nel 1974 all'Accademia Ščepkin di arte drammatica, inizia subito a recitare presso il Teatro Malyj di Mosca, attirando presto l'attenzione della critica soprattutto grazie alla versatilità che le consente di passare dal dramma alla commedia. Tra le molte interpretazioni quelle di Lisa in Che disgrazia l'ingegno! di Griboedov, Cordelia in Re Lear di Shakespeare, Matrena in Un cuore ardente di Ostrovskij, Susanna in La madre colpevole di Beaumarchais, Berta in La congiura di Fiesco a Genova di Schiller.
Il debutto sul grande schermo avviene nel 1977 con Partitura incompiuta per pianola meccanica di Nikita Michalkov, con il quale torna a lavorare tre anni dopo in Oblomov, in cui interpreta la madre del protagonista. Dagli anni ottanta, dopo la consacrazione grazie all'Orso d'argento vinto a Berlino, l'attrice continua ad alternare il teatro al cinema, dedicandosi anche ad alcune produzioni televisive tra cui la serie del 1996 Koroleva Margo e quella del 1998 Zal ožidanija.
Nel 2009 riceve una nomination ai premi Nika come miglior attrice non protagonista per Živi i pomni di Aleksandr Proškin.

## Filmografia
- Partitura incompiuta per pianola meccanica (Neokončennaja p'esa dlja mechaničeskogo pianino), regia di Nikita Michalkov (1977)
- V profil' i anfas, regia di Aleksandr Efremov, Nikolaj Luk'janov e Sergej Syčëv (1977)
- Oblomov (Neskol'ko dnej iz žizni I.I. Oblomova), regia di Nikita Michalkov (1980)
- Vpervye zamužem, regia di Iosif Chejfic (1980)
- Vljublën po sobstvennomu želaniju, regia di Sergej Mikaėljan (1982)
- Unikum, regia di Vitalij Mel'nikov (1983)
- Zina-Zinulja, regia di Pavel Čuchraj (1986)
- Policejskie i vory, regia di Nikolaj Dostal' (1997)
- Proščanie v ijune, regia di Sergej Lomkin (2003)
- Živi i pomni, regia di Aleksandr Proškin (2008)

### Televisione
Film tv
- Gore Ot Uma, regia di Vitalij Ivanov e Michail Carëv (1977)
- Dochodnoe mesto, regia di Lidiha Išimbaeva e Leonid Chejfec (1977)
- Sredstvo Makropulosa, regia di Maja Markova e Vladimir Monachov (1978)
- Ne ždali, ne gadali, regia di Viktor Titov (1982)

Serie tv
- Žizn' Klima Samgina, regia di Viktor Titov (1988)
- Ženščiny, kotorym povezlo, regia di Vladimir Chramov e Mark Orlov (1989)
- Koroleva Margo, regia di Aleksandr Muratov (1996)
- Zal ožidanija, regia di Dmitriij Astrachan' (1998)
- S novym sčast'em!, regia di Leonid Ėjdlin (1999)